# Grappenhall

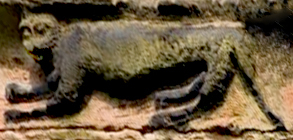
Skulptur av katt i sandsten på Saint Wilfrids kyrka, som kan ha inspirerat Lewis Carroll till figuren Cheshirekatten i Alice i Underlandet

Grappenhall är en ort i civil parish Grappenhall and Thelwall, i kommunen Borough of Warrington, i grevskapet Cheshire i England i Storbritannien. Grappenhall ligger 36 meter över havet och antalet invånare är 9 377. Grappenhall är en förort till Warrington.
I Grappenhall ligger Saint Wilfrids kyrka, ursprungligen från normansk tid, sannolikt först uppförd under tidigt 1100-talet och färdig 1120, då bestående av nav och kor och eventuellt också av en absid. Kyrkans grund upptäcktes vid en restaurering 1873–1874.
Ett kapell lades till av familjen Boydell 1334 på den plats, där den södra gången ligger idag. Från 1529 byggdes kyrkan grundigt om i lokal sandsten. Den tidigare kyrkan revs och ett torn byggdes också till den nya kyrkan. År 1539 tillades den södra gången,vilken inlemmade Boydells kapell. Den södra ingången lades till 1641, då också den västra muren förstärktes.
Civil parish hade 2 449 invånare år 1931. Byn nämndes i Domedagsboken (Domesday Book) år 1086, och kallades då Gropenhale.